# Муньос, Руди
Руди Хосуэ Муньос Ботео (исп. Rudy Josué Muñoz Boteo; род. 6 февраля 2005) — гватемальский футболист, полузащитник клуба «Мунисипаль».

## Клубная карьера
Муньос — воспитанник клуба «Мунисипаль». 8 мая 2022 года в матче против «Ачуапа» он дебютировал в гватемальской Лиги Насьональ.

## Международная карьера
В 2022 году Муньос в составе молодёжной сборной Гватемалы принял участие в молодёжном Кубке КОНКАКАФ в Гондурасе. На турнире он сыграл в матчах против команд Сальвадора, Арубы, Канады, Мексики и Доминиканы.
В 2023 году Муньос принял участие в молодёжном чемпионате мира в Аргентине. На турнире он сыграл в матчах против команд Узбекистана, Аргентины и Новой Зеландии.